# Teoduí de Baviera
Teoduí o Dietwinus (nascut ? – mort el 24 de maig de 1075) fou príncep-bisbe del principat de Lieja de 1048 al 1075.

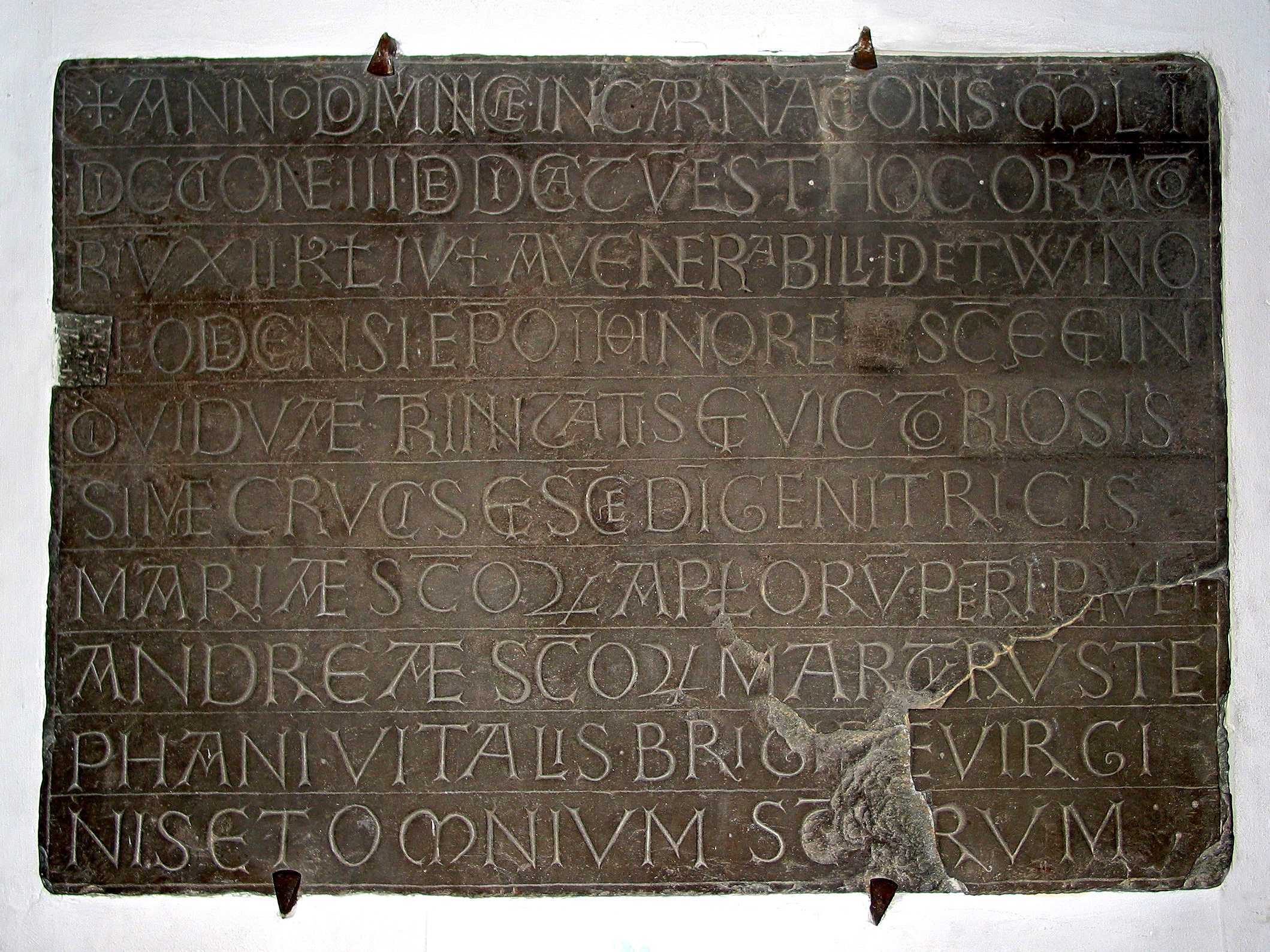
Pedra commemorativa a la consagració de l'església d'Esteve màrtir de Waha per Dietwinus el 20 de juny de 1050

A la mort de Wazon, l'emperador Enric III del Sacre Imperi Romanogermànic va imposar el seu candidat Teoduí al capítol de Sant Lambert i asseure així el seu poder faç a l'església. Teoduí era originari de la casa dels ducs de Baviera. Ja al gener de 1049 va aliar-se amb els prínceps-bisbes d'Utrecht i Metz. Junts van partir a la guerra contra Teodoric IV d'Holanda, també anomenat Teodoric el Frisó, que cristianament van matar per tornar el Comtat d'Holanda sota dominació imperial.
El successor d'Enric III, Enric IV, va confirmar l'expansió del principat al comtat d'Hainaut, però aquest territori va passar al comtat de Flandes el 1051. Tot i ésser un home de l'emperador, va convidar el papa Lleó IX a Lieja i escortar-lo cap a Roma. A més de les seves activitats militars i diplomàtiques, a Lieja va continuar el desenvolupament de l'escola de la catedral va conèixer un èxit particular. Sota el seu regne, Frederic de Lotaríngia, el futur papa Esteve IX, va ser membre del capítol de la Catedral de Sant Lambert.
Després d'un regne llarg de 27 anys, morí al 23 de juny de 1075 i va ser sebollit a la col·legiata d'Huy, una església que va dotar generosament durant la seva vida.